# Wierzbownica Fleischera
Wierzbownica Fleischera (Epilobium fleischeri Hochst.) – gatunek rośliny z rodziny wiesiołkowatych (Onagraceae Juss.). Występuje naturalnie w Alpach. 

## Rozmieszczenie geograficzne
Występuje w centralnej części Alp. Jego zasięg występowania jest rozproszony. Spotykany jest na terenie Niemiec, Luksemburga, Francji (departamenty Ain, Górna Sabaudia, Sabaudia, Isère, Alpy Wysokie, Alpy Górnej Prowansji oraz Alpy Nadmorskie, a także prawdopodobnie Drôme), Szwajcarii, Liechtensteinu, Austrii oraz Włoch (Dolina Aosty, Piemont, Liguria, Lombardia oraz Trydent-Górna Adyga). 

## Morfologia
PokrójBylina dorastająca do 10–50 cm wysokości. Pędy wyrastają ze zdrewniałego kłącza, czasem mogą też drewnieć u nasady. Ma kilka łodyg. Pędy wznoszą w górnej części.
LiścieNaprzemianległe, bez ogonków liściowych. Są nagie i mają liniowo lancetowaty kształt. Mają do 4 cm długości i 1–3 mm szerokości. Brzegi liścia są delikatnie ząbkowane. Mają wyraźnie uwydatniony nerw środkowy. Wierzchołek jest lekko zaostrzony. W dolnych partiach rośliny są rzadko, a w górnych gęsto skupione.
KwiatyPojawiają się pojedynczo w kątach górnych liści łodygowych. Zebrane są w luźne grona. Korona kwiatu ma średnicę 4 cm. Ma 4 działki kielicha, są wąskie i czerwone. Wyrastają na przemian z czterema płatkami o jajowatym kształcie i różowej barwie. Słupek jest 2 razy krótszy od pręcików.
OwoceCzworokątne torebki podobne do strąków.
Gatunki podobneWierzbówka kiprzyca (Epilobium angustifolium) osiąga większe rozmiary – nawet do 1,5 m wysokości oraz rośnie również na niższych wysokościach. Jej nasiona mają puch kielichowy, dzięki któremu łatwo się rozprzestrzeniają.

## Biologia i ekologia
Kwitnie od lipca do września. Rośnie w pobliżu strumieni oraz na piargach. Preferuje podłoże bogate w krzemiany. Występuje na wysokości 1000–2500 m n.p.m. Lubi stanowiska na pełnym słońcu. Występuje w strefach mrozoodporności od 7a do 9b. 
Jest rośliną pionierską w miejscach dobrze nasłonecznionych – na tych stanowiskach może zasiedlać miejsca pozbawione dotychczas roślinności.